# Södermanlands-Nerikes nationskör
Södermanlands-Nerikes nationskör, i dagligt tal endast SNerikekören är Södermanlands-Nerikes nations kör.

## Historia
Kören har anor som manskör från 1800-talets senare hälft och har sedan dess funnits från och till. I slutet av 1960-talet gjordes försök att få igång den på allvar men det skulle dröja till våren 1976 innan Gudrun Eriksson (dåvarande informationssekreterare, redaktör) drog igång den som blandad kör med en student från Kungliga musikhögskolan som dirigent. På en repetition hösten 1976 saknade kören dirigent och Göran Carenbäck, som redan hade dirigerat vid Majmiddagen, och som hade en ledig kväll och befann sig på nationen samma kväll, hoppade in. Därefter var han körens dirigent i 15 år. Kören räknar därför det året som startdatum och firar var femte år jubileum, oftast med en jubileumskonsert. Under många år avslutades varje vårtermin traditionsenligt med en sommarnattskonsert i Triangeln.
Kören har vunnit den åtråvärda "Guldgaffeln" en gång, 2003, med bidraget Gräsänkling blues.

## Verksamhet
Körens huvudsakliga uppgift är att underhålla på nationens gasquer. Dock brukar kören även anordna egna konserter och evenemang, inte sällan med kända gästartister. Exempel på detta är de konserter kören satte upp med folkmusikgruppen Väsen 2003, och jazzgruppen Trio X 2004.
Körens devis är "Lite snyggare, lite bättre", vilket kan ses något ironiskt då kören ej har intagningsprov.
Kören leds sedan hösten 2023 av Thea Svensson.

### Repertoar
Södermanlands-Nerikes nationskörs repertoar är en traditionell studentkörsblandning. Det innebär att den blandar verk av Bach, Bellman, dryckesvisor och traditionell körmusik med nyarrangerad nutida popmusik. Den 5 april 2008 ställde man upp i Nationskörsfestivalen med låten Värsta schlagern arrangerad av körens dåvarande dirigent Andreas Ericson. Snerikekören var alltså före TV4:as program Körslaget att framföra denna i körarrangemang.

### Serenader
Precis som de flesta nationskörer klär herrarna i kören kvällen före vårbalen upp sig i akademisk högtidsdräkt och sjunger serenader för damerna i kören. Detta brukar inledas med Carl Maria von Webers Svärdssång för att väcka den sovande damen. Hon tänder sedan ett ljus för att visa att hon är vaken och sedan följer ett flertal traditionella serenader såsom Till Österland vill jag fara och Kom du ljuva hjärtevän för att till slut avslutas med Adolf Eduard Marschners Gute Nacht. Solodelen i slutet av Gute Nacht sjungs av den herre som har sin respektive baldam på den aktuella platsen. Efter den avslutande sången firar damen ned en flaska punsch i ett snöre, vilken herrarna delar inför nästa dam att uppvakta. Tidigare gjorde damerna samma sak för herrarna kvällen före Lucia, fast då som ett traditionellt luciatåg och bjöd således herrarna på glögg och lussekatter. Sedan hösten 2014 är det dock tradition att Luciasånger sjunges tillsammans och att damerna istället sjunger serenader för herrarna kvällen före höstbalen, med punschprocedur som ovan. I den kalla novembernatten brukar punschen värmas innan den firas ned till damerna.